# Leichtathletik-Weltmeisterschaften 2019/Teilnehmer (Australien)
| Goldmedaillen | Silbermedaillen | Bronzemedaillen |
| ------------- | --------------- | --------------- |
| 1             | —               | —               |

Der Leichtathletikverband Australiens nominierte 57 Athletinnen und Athleten für die Leichtathletik-Weltmeisterschaften 2019 in der katarischen Hauptstadt Doha.

## Medaillen
Mit einer gewonnenen Goldmedaille belegte das australische Team Platz 18 im Medaillenspiegel.

### Medaillengewinner

#### Gold
- Kelsey-Lee Barber, Speerwurf

## Ergebnisse

### Frauen

#### Laufdisziplinen
| Athletin | Disziplin        | Vorlauf          | Vorlauf          | Halbfinale         | Halbfinale         | Finale             | Finale             |
| Athletin | Disziplin        | Zeit             | Platz            | Zeit               | Platz              | Zeit               | Platz              |
| --- | ---------------- | ---------------- | ---------------- | ------------------ | ------------------ | ------------------ | ------------------ |
| Bendere Oboya | 400 m            | 51,21 s PB       | 07               | 51,58 s            | 13                 | nicht qualifiziert | nicht qualifiziert |
| Gabriella O’Grady | 400 m            | 54,99 s          | 44               | nicht qualifiziert | nicht qualifiziert | nicht qualifiziert | nicht qualifiziert |
| Gabriella O’Grady | 400 m Hürden     | nicht angetreten | nicht angetreten | nicht angetreten   | nicht angetreten   | nicht angetreten   | nicht angetreten   |
| Catriona Bisset | 800 m            | 2:05,33 min      | 39               | nicht qualifiziert | nicht qualifiziert | nicht qualifiziert | nicht qualifiziert |
| Morgan Mitchell | 800 m            | 2:02,13 min      | 12               | 2:04,76 min        | 22                 | nicht qualifiziert | nicht qualifiziert |
| Carley Thomas | 800 m            | 2:04,65 min      | 37               | nicht qualifiziert | nicht qualifiziert | nicht qualifiziert | nicht qualifiziert |
| Georgia Griffith | 1500 m           | 4:07,73 min      | 14               | 4:17,15 min        | 22                 | nicht qualifiziert | nicht qualifiziert |
| Linden Hall | 1500 m           | 4:08,12 min      | 17               | 4:06,39 min        | 10                 | nicht qualifiziert | nicht qualifiziert |
| Jessica Hull | 1500 m           | 4:08,71 min      | 24               | 4:01,80 min PB     | 08                 | nicht qualifiziert | nicht qualifiziert |
| Melissa Duncan | 5000 m           | 15:37,37 min     | 20               |                    |                    | nicht qualifiziert | nicht qualifiziert |
| Sinead Diver | 10.000 m         |                  |                  |                    |                    | 31:25,49 min PB    | 14                 |
| Ellie Pashley | 10.000 m         |                  |                  |                    |                    | 31:18,89 min PB    | 13                 |
| Rochelle Rodgers | Marathon         |                  |                  |                    |                    | 3:05:12 h          | 35                 |
| Brianna Beahan | 100 m Hürden     | 13,11 s          | 23               | 13,38 s            | 23                 | nicht qualifiziert | nicht qualifiziert |
| Michelle Jenneke | 100 m Hürden     | 12,98 s SB       | 20               | 13,09 s            | 19                 | nicht qualifiziert | nicht qualifiziert |
| Celeste Mucci | 100 m Hürden     | 13,14 s          | 25               | nicht qualifiziert | nicht qualifiziert | nicht qualifiziert | nicht qualifiziert |
| Lauren Boden | 400 m Hürden     | 56,00 s          | 22               | 55,94 s            | 21                 | nicht qualifiziert | nicht qualifiziert |
| Sarah Carli | 400 m Hürden     | 56,37 s          | 25               | 55,43 s PB         | 16                 | nicht qualifiziert | nicht qualifiziert |
| Sara Klein | 400 m Hürden     | 56,97 s          | 29               | nicht qualifiziert | nicht qualifiziert | nicht qualifiziert | nicht qualifiziert |
| Paige Campbell | 3000 m Hindernis | 9:44,80 min PB   | 27               |                    |                    | nicht qualifiziert | nicht qualifiziert |
| Genevieve Gregson | 3000 m Hindernis | 9:27,74 min SB   | 09               |                    |                    | 9:23,84 min SB     | 10                 |
| Georgia Winkcup | 3000 m Hindernis | 9:50,21 min      | 36               |                    |                    | nicht qualifiziert | nicht qualifiziert |
| Katie Hayward | 20 km Gehen      |                  |                  |                    |                    | DSQ                | DSQ                |
| Jemima Montag | 20 km Gehen      |                  |                  |                    |                    | 1:36:54 h          | 10                 |
| - Melissa Breen - Maddie Coates - Celeste Mucci - Nana Owusu-Afriyie nicht auf Startliste: - Kristie Edwards                    | 4 × 100 m        | DNF              | DNF              |                    |                    | –––                | –––                |
| - Ellie Beer - Rebecca Bennett - Lauren Boden - Bendere Oboya nicht auf Startliste: - Gabriella O’Grady - Caitlin Sargent-Jones | 4 × 400 m        | 3:28,64 min SB   | 10               |                    |                    | nicht qualifiziert | nicht qualifiziert |

#### Sprung/Wurf
| Athletin          | Disziplin      | Qualifikation | Qualifikation | Finale             | Finale             |
| Athletin          | Disziplin      | Weite/Höhe    | Platz         | Weite/Höhe         | Platz              |
| ----------------- | -------------- | ------------- | ------------- | ------------------ | ------------------ |
| Nicola McDermott  | Hochsprung     | 1,89 m        | 15            | nicht qualifiziert | nicht qualifiziert |
| Alysha Burnett    | Hochsprung     | 1,70 m        | 29            | nicht qualifiziert | nicht qualifiziert |
| Liz Parnov        | Stabhochsprung | 4,35 m        | 28            | nicht qualifiziert | nicht qualifiziert |
| Brooke Stratton   | Weitsprung     | 6,58 m        | 09            | 6,46 m             | 10                 |
| Kelsey-Lee Barber | Speerwurf      | 61,08 m       | 10            | 66,56 m            | Gold               |

### Männer

#### Laufdisziplinen
| Athlet                                                          | Disziplin        | Vorlauf          | Vorlauf          | Halbfinale         | Halbfinale         | Finale               | Finale               |
| Athlet                                                          | Disziplin        | Zeit             | Platz            | Zeit               | Platz              | Zeit                 | Platz                |
| --------------------------------------------------------------- | ---------------- | ---------------- | ---------------- | ------------------ | ------------------ | -------------------- | -------------------- |
| Rohan Browning                                                  | 100 m            | 10,40 s          | 40               | nicht qualifiziert | nicht qualifiziert | nicht qualifiziert   | nicht qualifiziert   |
| Steven Solomon                                                  | 400 m            | 45,82 s          | 22               | 45,54 s SB         | 20                 | nicht qualifiziert   | nicht qualifiziert   |
| Peter Bol                                                       | 800 m            | 1:46,92 min      | 31               | nicht qualifiziert | nicht qualifiziert | nicht qualifiziert   | nicht qualifiziert   |
| Luke Mathews                                                    | 800 m            | 1:50,16 min      | 39               | nicht qualifiziert | nicht qualifiziert | nicht qualifiziert   | nicht qualifiziert   |
| Ryan Gregson                                                    | 1500 m           | 3:38,69 min      | 29               | nicht qualifiziert | nicht qualifiziert | nicht qualifiziert   | nicht qualifiziert   |
| Matthew Ramsden                                                 | 1500 m           | 3:47,59 min      | 41               | 3:37,16 min PB     | 15                 | nicht qualifiziert   | nicht qualifiziert   |
| Stewart McSweyn                                                 | 1500 m           | 3:36,88 min      | 10               | 3:37,95 min        | 21                 | nicht qualifiziert   | nicht qualifiziert   |
| Stewart McSweyn                                                 | 5000 m           | 13:20,58 min     | 04               |                    |                    | 13:30,41 min         | 12                   |
| Morgan McDonald                                                 | 5000 m           | 13:26,80 min     | 17               |                    |                    | nicht qualifiziert   | nicht qualifiziert   |
| Patrick Tiernan                                                 | 5000 m           | 13:28,42 min     | 20               |                    |                    | nicht qualifiziert   | nicht qualifiziert   |
| Harry Summers                                                   | 10.000 m         | nicht angetreten | nicht angetreten | nicht angetreten   | nicht angetreten   | nicht angetreten     | nicht angetreten     |
| Julian Spence                                                   | Marathon         |                  |                  |                    |                    | 2:19:40 h            | 39                   |
| Nicholas Hough                                                  | 110 m Hürden     | 13,60 s          | 21               | 13,61 s            | 21                 | nicht qualifiziert   | nicht qualifiziert   |
| Ben Buckingham                                                  | 3000 m Hindernis | 8:42,86 min      | 42               |                    |                    | nicht qualifiziert   | nicht qualifiziert   |
| Dane Bird-Smith                                                 | 20 km Gehen      |                  |                  |                    |                    | 1:32:11 h            | 15                   |
| Rhydian Cowley                                                  | 20 km Gehen      |                  |                  |                    |                    | Rennen nicht beendet | Rennen nicht beendet |
| - Alexander Beck - Murray Goodwin - Ian Halpin - Steven Solomon | 4 × 400 m        | 3:05,49 min      | 14               |                    |                    | nicht qualifiziert   | nicht qualifiziert   |

#### Sprung/Wurf
| Athlet        | Disziplin  | Qualifikation | Qualifikation | Finale             | Finale             |
| Athlet        | Disziplin  | Weite/Höhe    | Platz         | Weite/Höhe         | Platz              |
| ------------- | ---------- | ------------- | ------------- | ------------------ | ------------------ |
| Joel Baden    | Hochsprung | 2,17 m        | 25            | nicht qualifiziert | nicht qualifiziert |
| Brandon Starc | Hochsprung | 2,29 m        | 04            | 2,30 m SB          | 6                  |
| Henry Frayne  | Weitsprung | 7,86 m        | 13            | nicht qualifiziert | nicht qualifiziert |
| Darcy Roper   | Weitsprung | 7,82 m        | 15            | nicht qualifiziert | nicht qualifiziert |
| Henry Smith   | Weitsprung | 7,50 m        | 24            | nicht qualifiziert | nicht qualifiziert |
| Matthew Denny | Diskuswurf | 65,08 m       | 03            | 65,43 m PB         | 6                  |

#### Zehnkampf
| Athlet        | Disziplin | 100 m   | Weitsprung | Kugelstoßen | Hochsprung | 400 m   | 110 m Hürden | Diskuswurf | Stabhochsprung | Speerwurf  | 1500 m      | Punkte | Platz |
| ------------- | --------- | ------- | ---------- | ----------- | ---------- | ------- | ------------ | ---------- | -------------- | ---------- | ----------- | ------ | ----- |
| Cedric Dubler | Ergebnis  | 10,75 s | 7,25 m     | 12,43 m     | 2,02 m     | 48,41 s | 14,13 s      | 44,30 m PB | 4,70 m         | 59,04 m PB | 4:34,75 min | 8101   | 11    |
| Cedric Dubler | Punkte    | 917     | 874        | 633         | 822        | 889     | 958          | 752        | 819            | 723        | 714         | 8101   | 11    |